# Arte merovingio

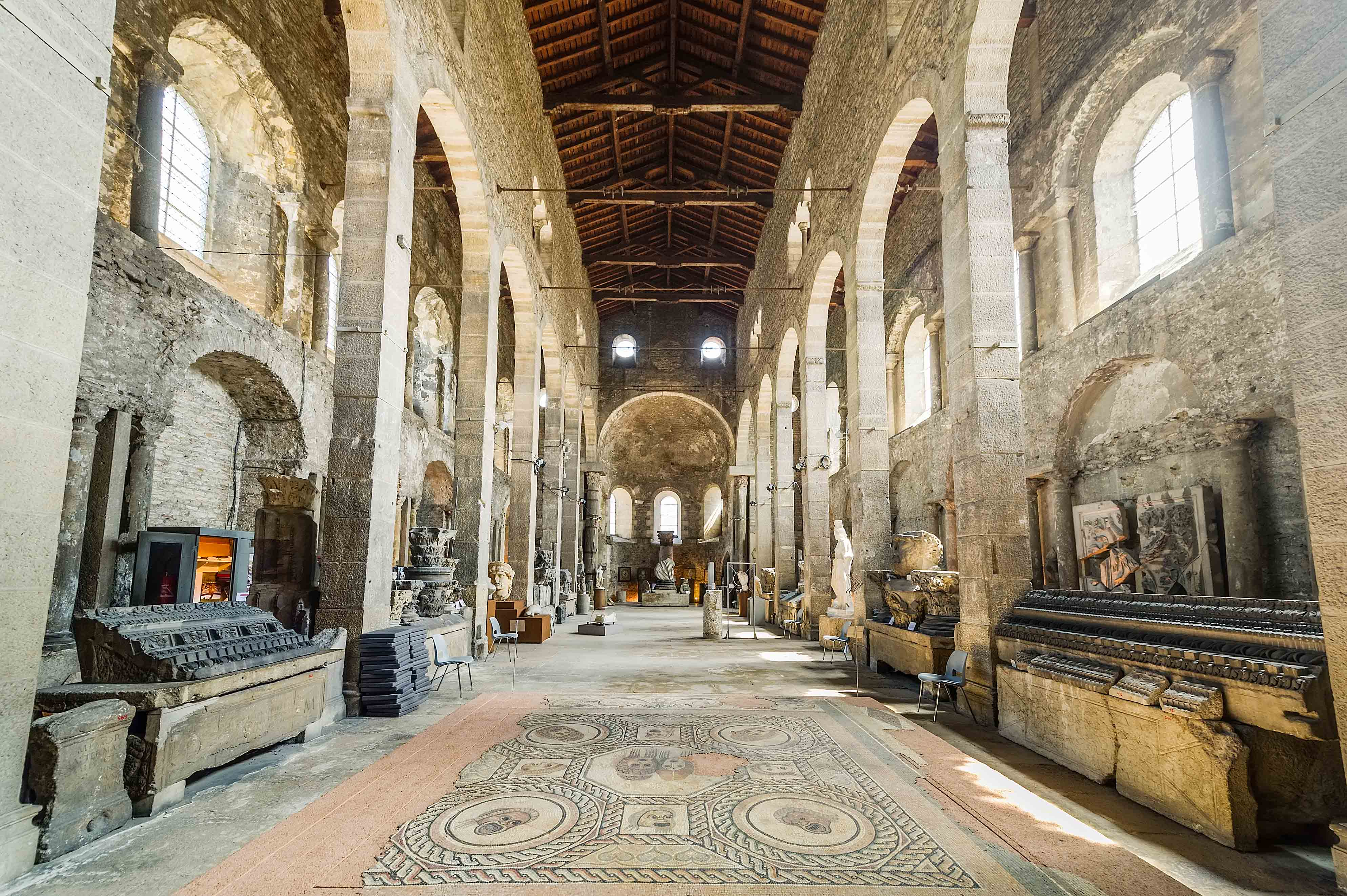
Aspecto actual de la nave de la iglesia de San Pedro de Vienne (que alberga el museo de lápidas) visto desde la entrada, la nave merovingia ha sido dividida en tres naves por arcadas románicas.

Se denomina arte merovingio al realizado en los territorios bajo el gobierno de la dinastía merovingia, una dinastía franca, que rigió parte de las actuales Francia y Alemania desde el siglo V al siglo VIII, exactamente en las generaciones consanguíneas que mantuvieron autoridad más o menos efectiva sobre Aquitania, Borgoña, Austrasia y Bretaña.
La llegada al trono de los merovingios en la Galia en el siglo V permitió grandes cambios en el arte de la época. La unificación de Clodoveo I (465–511) correspondió con la necesidad de construir nuevas iglesias y especialmente monasterios. Los proyectos a menudo seguían la arquitectura de la Antigua Roma, pero a su vez reflejaban influencias más lejanas como Siria y Armenia. En el este, la mayor parte de las edificaciones estaban construidas con madera; en cambio, en el oeste y en la zona sur, fueron más frecuentes las construidas en piedra. La mayoría de las iglesias han sido reconstruidas, en más de una ocasión, aunque en algunos casos han sido reconstruidas por arqueólogos.
El arte antiguo literario clásico que todavía estaba vivo en el siglo V gracias a las escuelas de gramáticos y retóricos se irá transformando lentamente en el siglo VI por el desarrollo de una cultura cristiana por la labor de los obispos y de los monasterios. La misma transición ocurrirá para las otras artes.
La escultura volvió a ser una técnica de ornamentación de sarcófagos, altares y obras eclesiásticas. Además se realizan trabajos de orfebrería, manuscritos con decoración de estilo animal con motivos de la Antigüedad tardía y otras contribuciones de Siria o Irlanda.

## Arquitectura
La llegada al trono de la dinastía merovingia en la Galia en el siglo V permitió grandes cambios en el arte de la época. La unificación de Clodoveo I (465-511) correspondió con la necesidad de construir nuevas iglesias y especialmente monasterios.
Los proyectos a menudo seguían la arquitectura de la Antigua Roma, pero a su vez tomaron influencias más lejanas como Siria y Armenia. En el este la mayor parte de las estructuras estaban construidas con madera. Por el contrario en el oeste y en la zona sur eran más frecuentes las edificaciones en piedra. La mayoría de las iglesias han sido reconstruidas, en más de una ocasión vez aunque en algunos casos han sido reconstruidas por arqueólogos.
La descripción del obispo Gregorio de Tours en el libro Historia de los francos de la basílica de San Martín , construida en Tours por san Perpetuo (el obispo desde 460 a 490), al comienzo de su obispado muestra, según él, una de las iglesias merovingias más hermosas con 120 columnas de mármol, torres y varios mosaicos. Un rasgo destacado de la basílica de San Martín fue el sarcófago o el relicario del santo ubicado detrás del altar y en algunas ocasiones en el ábside. No hay precedentes romanos para esta innovación de los francos.
Otros edificios, ahora perdidos, incluyendo las fundaciones merovingias de las primitivas basílicas de Saint-Denis y de San Gereón, en Colonia, y de la abadía de Saint-Germain-des-Prés en París, también son descritos con un ornamento similar.
En Aix-en-Provence, Riez, y Fréjus, hay tres baptisterios octagonales, cada uno cubierto de una cúpula sobre pilares. Estos son el testimonio del influjo de la cultura oriental sobre la Merovingia. El baptisterio de Riez, en los Alpes de Alta Provenza, recuerda al de San Jorge de Ezra, Siria. Muy diferente de estos baptisterios provenzales es el de San Juan en Poitiers del siglo VI que tiene la forma de un rectángulo al lado de tres ábsides. Probablemente haya sufrido varias alteraciones pero conserva en su decoración el carácter merovingio.

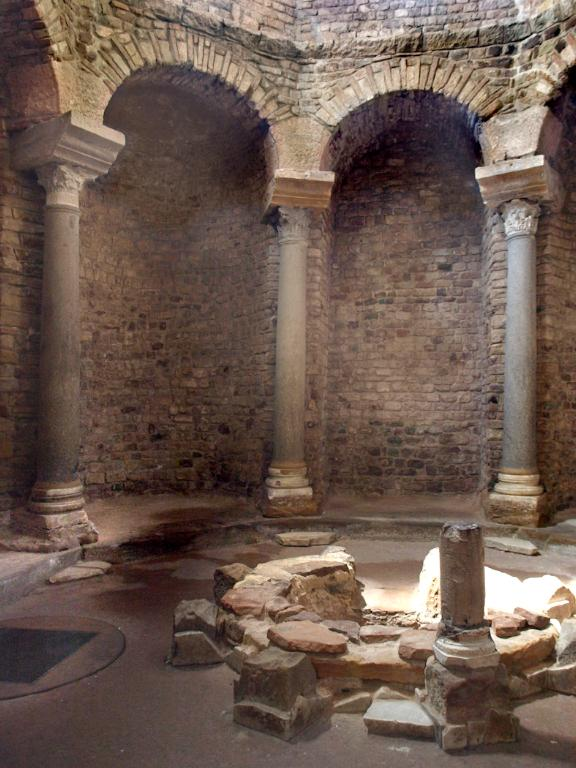
Baptisterio de la catedral Saint-Léonce de Fréjus, interior
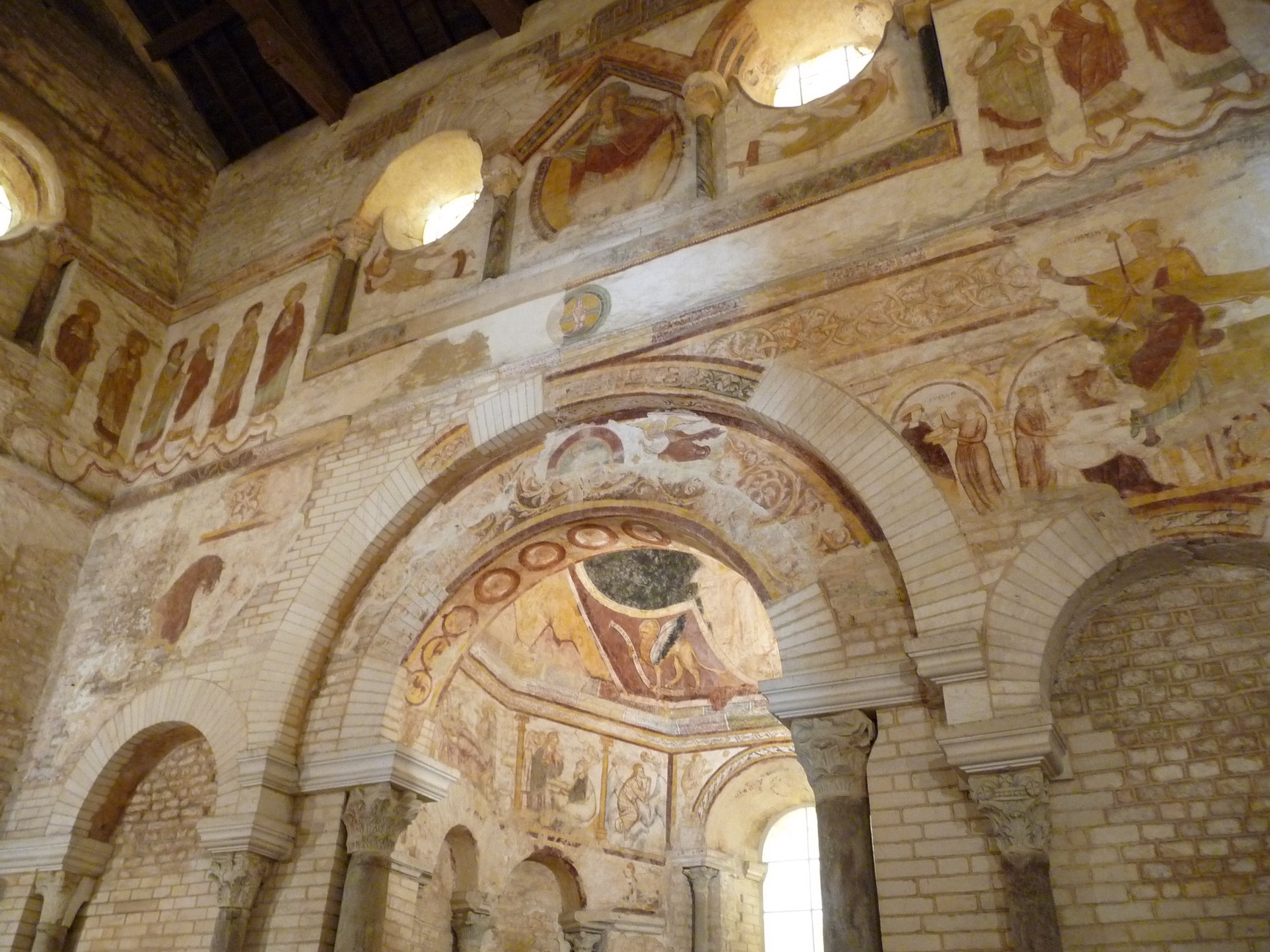
Baptisterio de San Juan de Poitiers
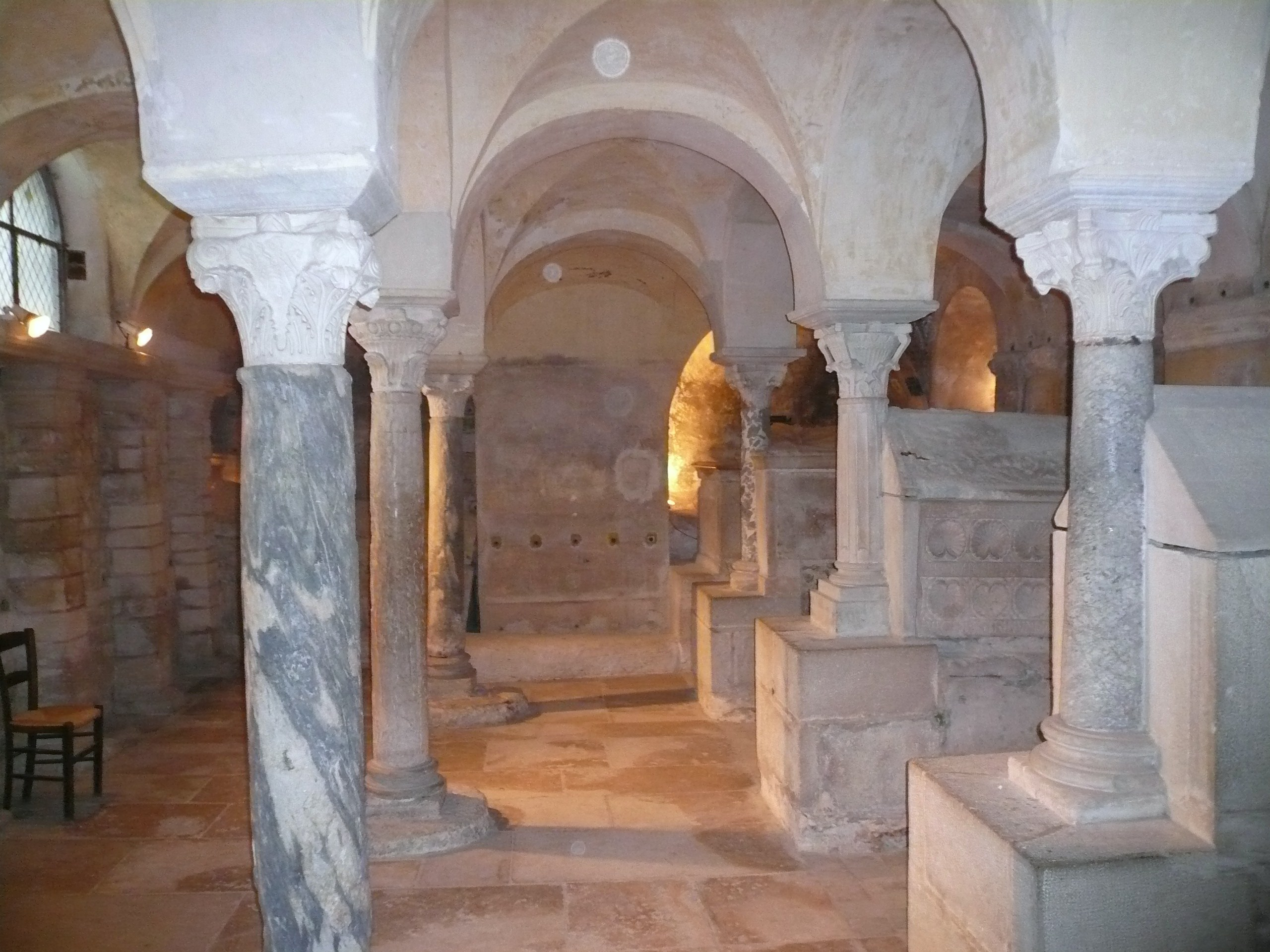
Criptas de Jouarre. De acuerdo con la práctica habitual bajo los merovingios, los fustes de las columnas de mármol coloreado fueron columnas reutilizadas de antiguos monumentos galo-romanos, pero los capiteles eran nuevos y tallados en el mármol blanco nevoso de los Pirineos.
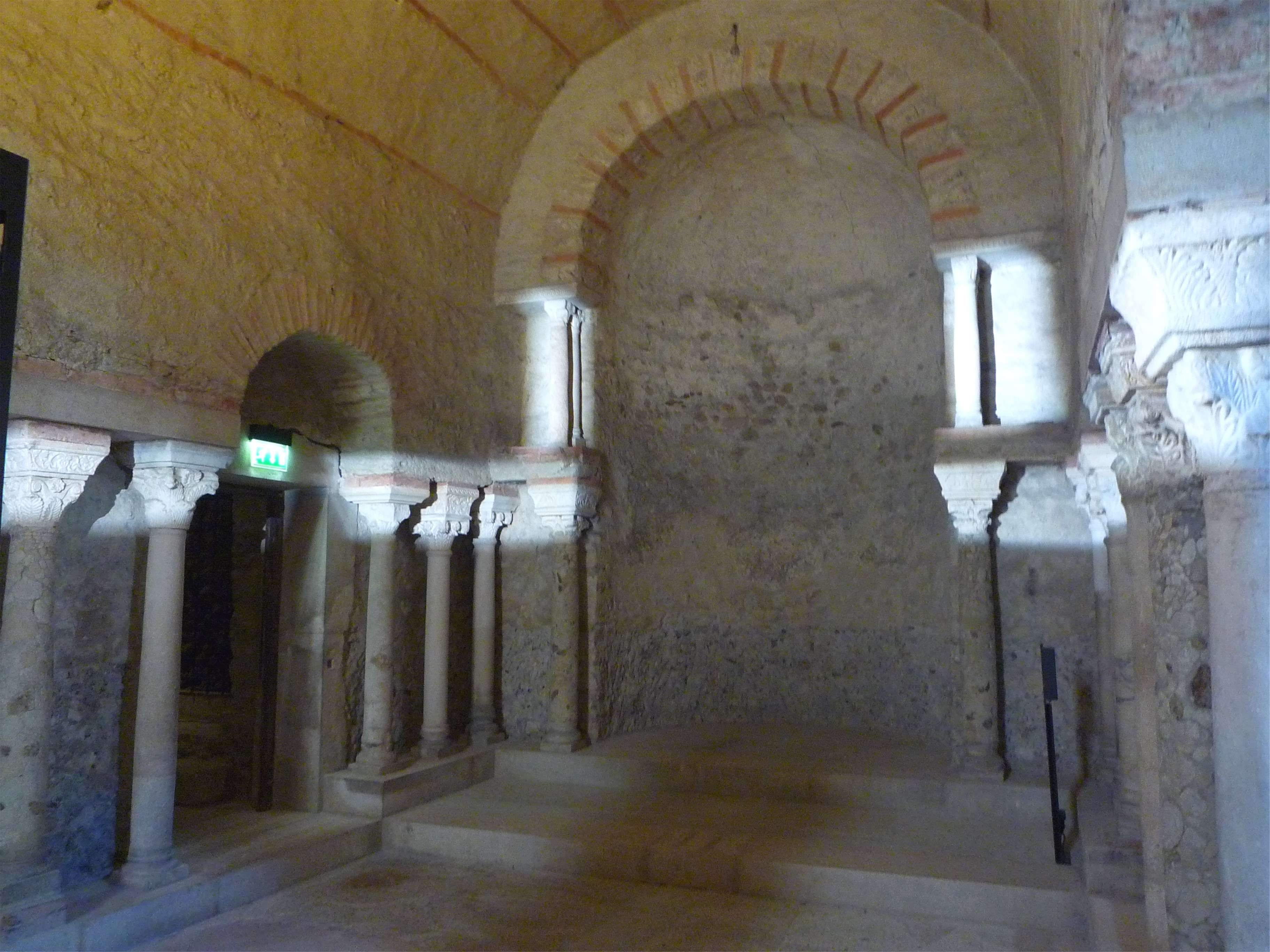
Cripta Saint-Oyand del Museo arqueológico Grenoble Saint-Laurent.

## Artesanía

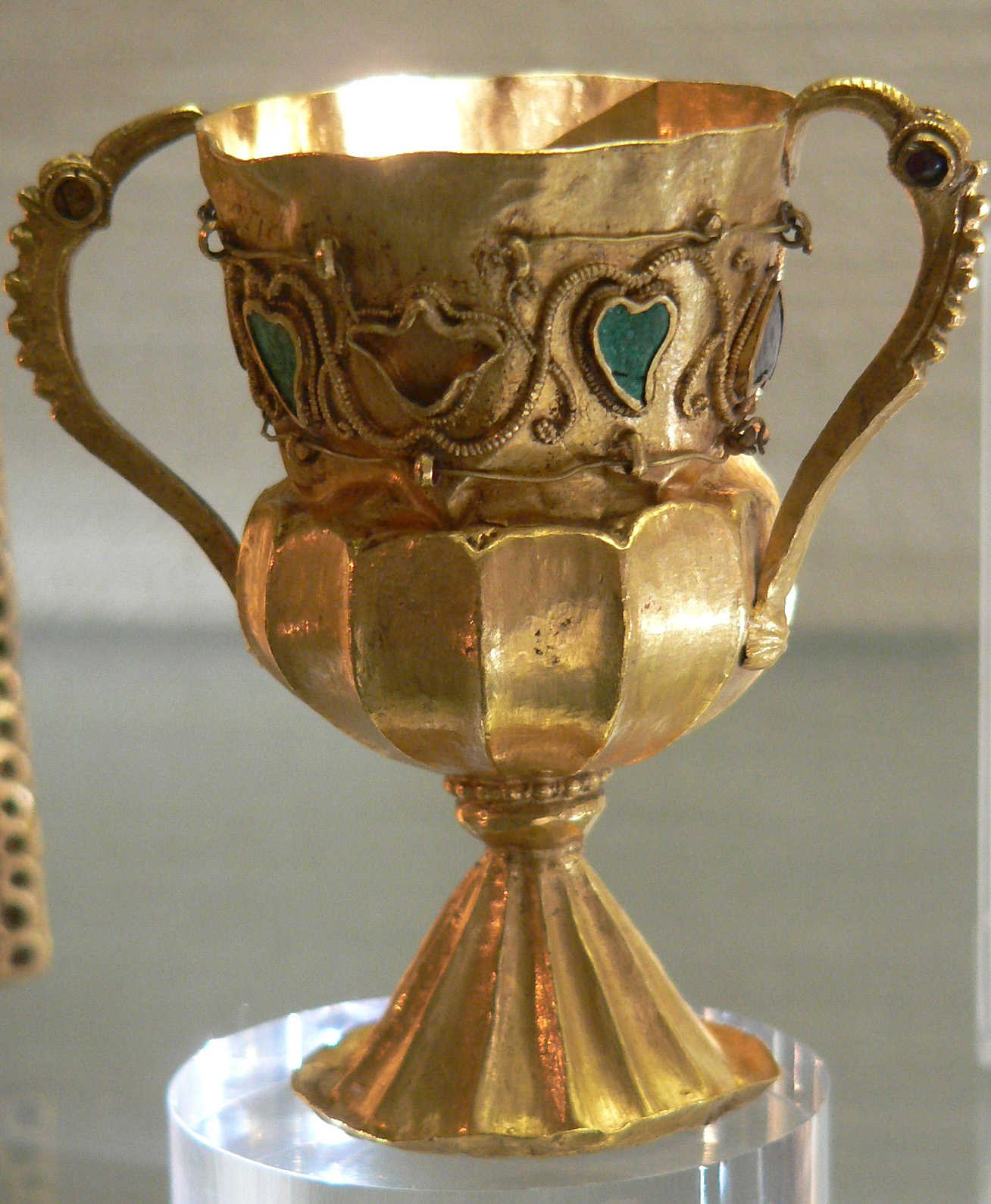
Cáliz de oro del Tesoro de Gourdon.

Por el siglo VII, las capacidades de los artesanos merovingios debieron ser bastante bien consideradas. Algunos fueron llevados a Inglaterra para volver a introducir el cristal y los albañiles para construir iglesias inglesas. Además estos albañiles merovingios son los que emplearon el opus gallicum que legaron a los normandos que a su vez lo llevaron a Italia.

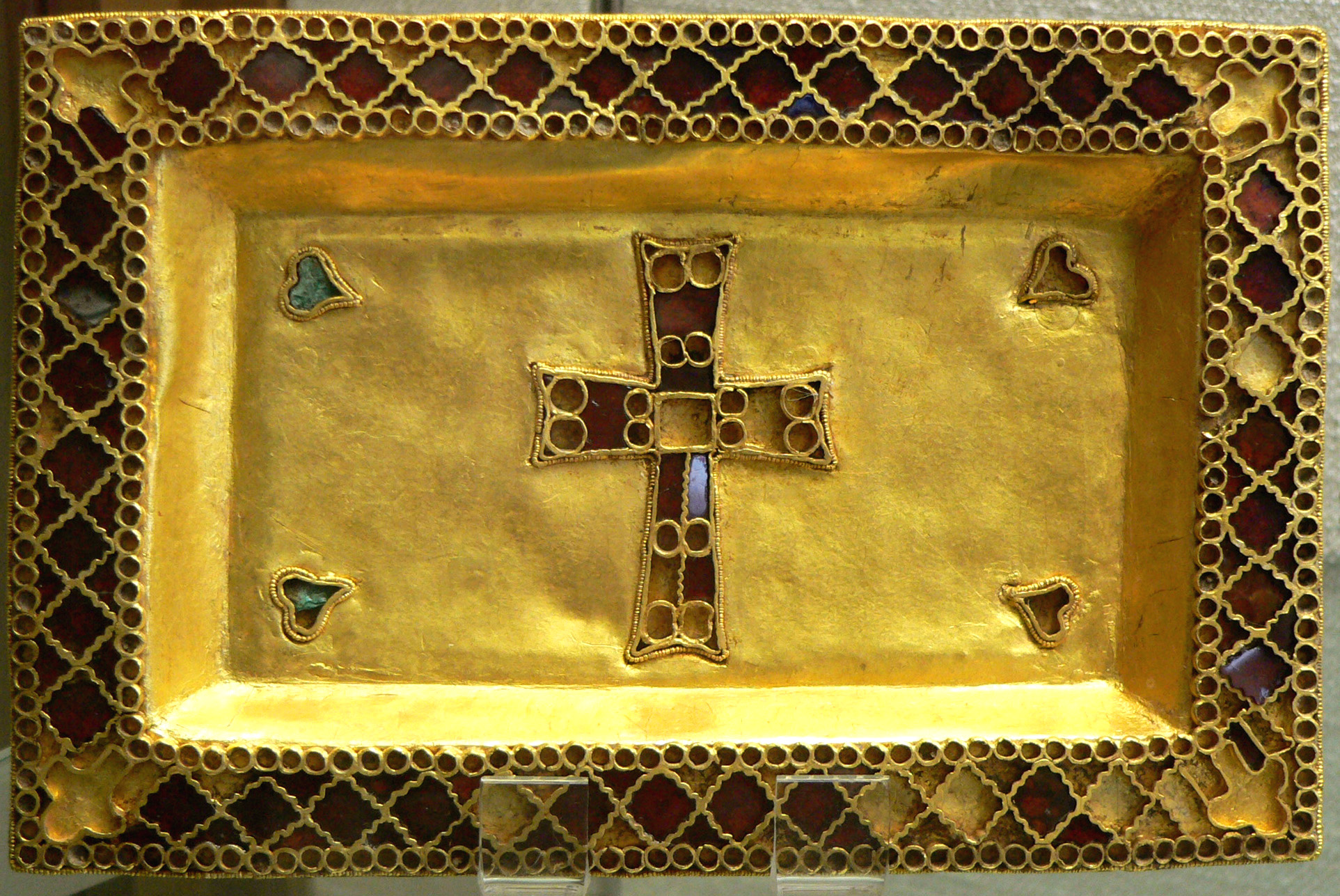
Patena del Tesoro de Gourdon, BNF, Cabinet des médailles
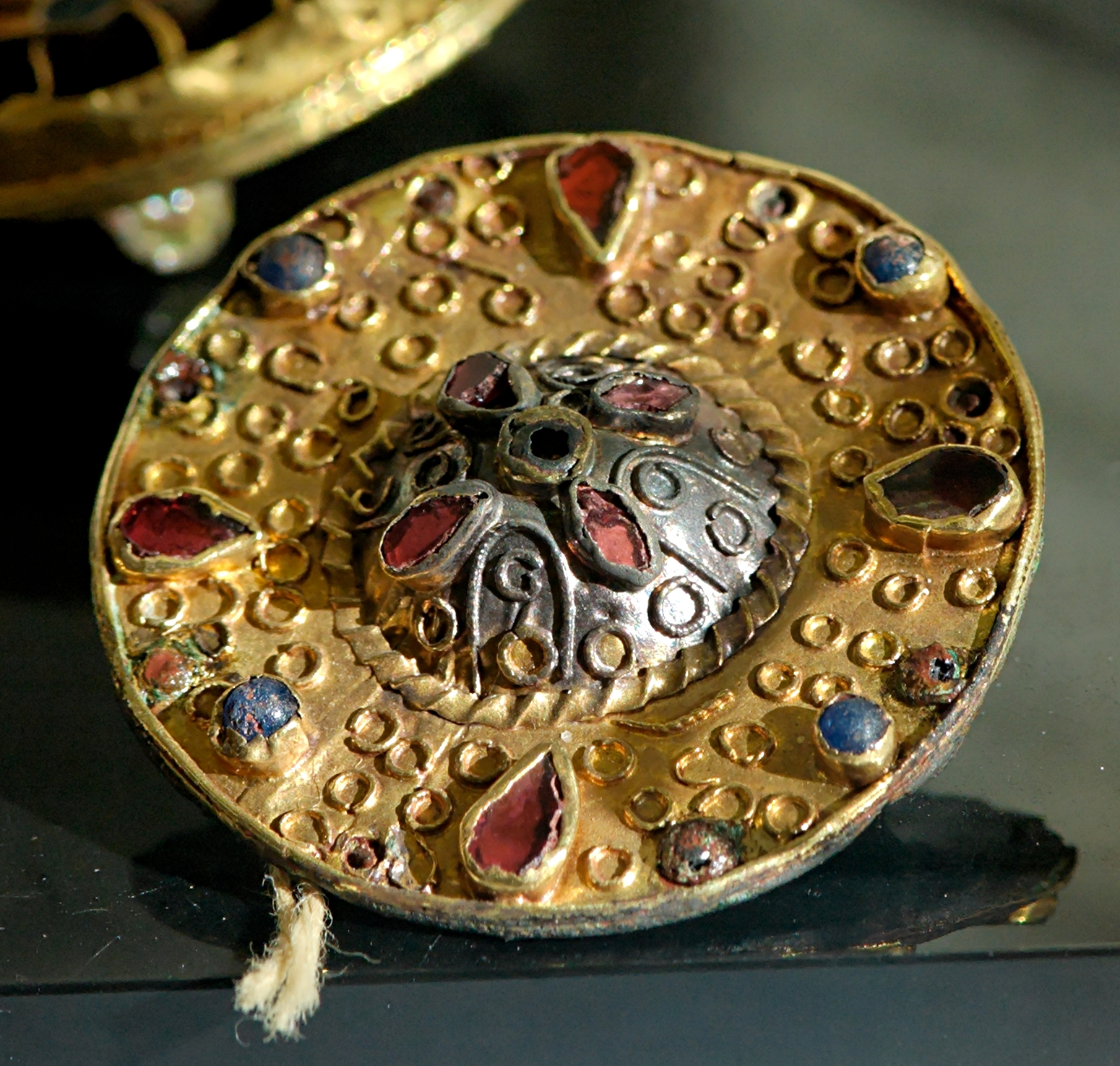
Fíbula merovingia, BNF Cabinet des médailles
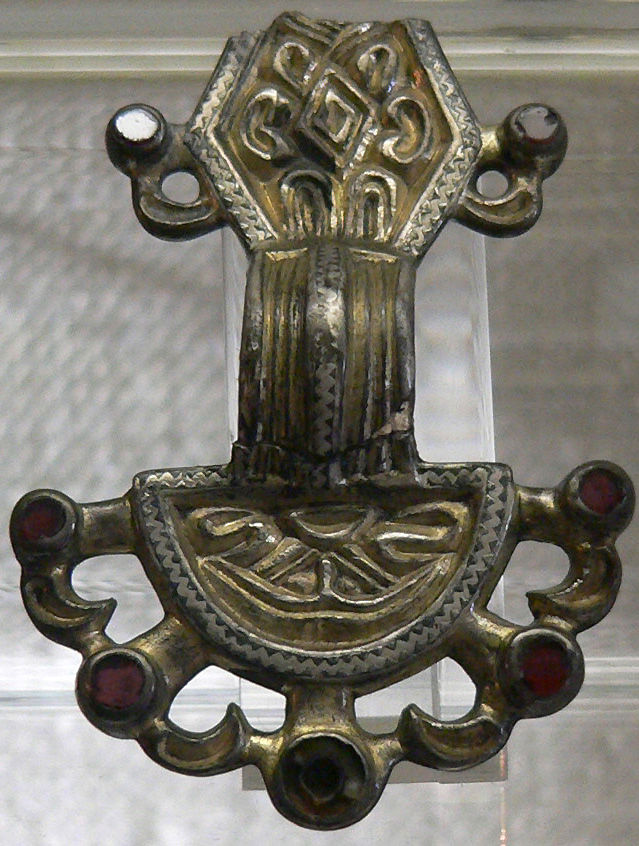
Fíbula merovingia, BNF, Cabinet des médailles

## Manuscritos

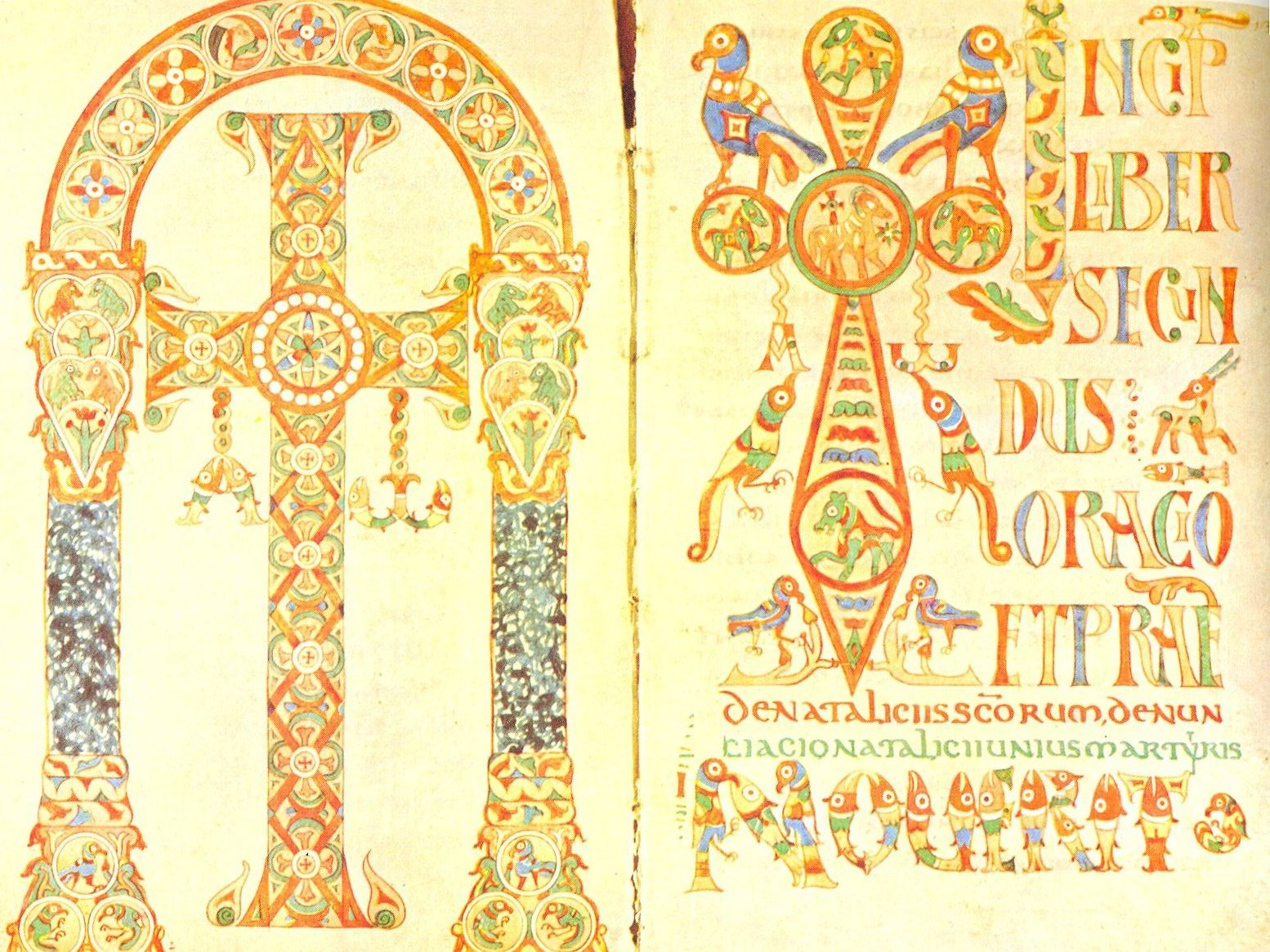
Sacramentario gelasiano, Biblioteca Apostólica Vaticana.

Muy pocos manuscritos ilustrados han quedado. Entre ellos destaca el Sacramentario Gelasiano, del siglo VIII, que se encuentra en la Biblioteca Apostólica Vaticana. Tiene una decoración geométrica y animal y es menos complejo que los manuscritos del arte insular de las islas británicas, con alguna influencia de la Antigüedad y del Oriente Próximo. Los principales centros de creación de manuscritos fueron la Abadía de Luxeuil, una fundación irlandesa, y más tarde la Abadía de Corbie.